# Гужвин, Анатолий Петрович
Анато́лий Петро́вич Гужви́н (25 марта 1946, Ахтубинск — 17 августа 2004, Сочи, Россия) — губернатор Астраханской области в 1991—2004 годах.

## Биография
Родился в городе Ахтубинск Астраханской области. Трудовой путь начал в 1962 электромехаником на Владимирском судоремонтном заводе (Астраханская область). В 1964 становится лаборантом Астраханского речного училища(АРУ).
В 1970 окончил Астраханский технический институт рыбной промышленности и хозяйства(сокр.АСТРЫБВТУЗ)-(ныне Астраханский государственный технический университет(АГТУ) по специальности «инженер-электромеханик», стал преподавателем в Астраханском речном училище(АРУ). В 1972 становится заведующим отделом комсомольских организаций Астраханского горкома ВЛКСМ. В 1974—1980 — первый секретарь Трусовского райкома ВЛКСМ города Астрахани, затем первый секретарь Астраханского горкома ВЛКСМ. C 1980 по 1985 — первый секретарь Камызякского райкома КПСС Астраханской области, во время пребывания в должности окончил в 1984 Саратовскую Высшую партийную школу с квалификацией «политолог». В дальнейшем стал секретарем, а затем вторым секретарем Астраханского обкома КПСС.
В 1987—1991 — председатель исполкома Астраханского областного Совета народных депутатов. В 41 год Гужвин стал самым молодым председателем облисполкома в СССР. Также он стал первым коренным астраханцем на этой должности.
Депутат Астраханского областного Совета (1977—1991), депутат Верховного Совета РСФСР XI созыва (1988—1990), народный депутат РФ («Коммунисты России») (1990—1993).

### Губернатор (Глава Администрации)
28 августа 1991 Анатолий Петрович Гужвин был назначен главой администрации Астраханской области, 8 декабря 1996 был избран на этот пост с результатом в 52,45 % голосов. 3 декабря 2000 он снова одерживает победу на выборах, на сей раз набрав 81,4 % голосов.
С 1996 по 2000 входил в состав Совета Федерации как губернатор. Занимал должность Заместителя председателя Комитета по делам Содружества Независимых Государств.
С 13 марта по 27 сентября 2002 — член президиума Государственного совета Российской Федерации.
Скончался в Сочи от инфаркта миокарда. После его смерти в области был объявлен трёхдневный траур. Похоронен на городском кладбище по улице Рождественского.

## Память
В честь Анатолия Гужвина названы:
- Школа одарённых детей им. А. П. Гужвина в Астрахани;
- Раздорская средняя общеобразовательная школа им. Губернатора А. П. Гужвина в селе Раздор Камызякского района Астраханской области;
- проспект Губернатора Анатолия Гужвина в Астрахани;
- улица Гужвина находится в посёлке Советский (Советский район (Астрахань)), в городе Ахтубинск и в селе Малый Арал(Красноярского района Астраханской области);
- улица Анатолия Гужвина в городе Камызяк;
- Судостроительно-судоремонтный завод им А. П. Гужвина (г. Астрахань);
- Малое гидрографическое судно «Анатолий Гужвин» (ГС-301) проекта 872 Каспийской флотилии;
- Лицей № 1 им. А. П. Гужвина и улица в городе Камызяк;

Мемориальные доски и памятники:
- На улице Эспланадной, 38 установлена мемориальная доска с текстом: «В этом доме жил с 1986 по 2004 гг. первый губернатор Астраханской области Гужвин Анатолий Петрович»;[7].

- 25 марта 2021 года на аллее Славы был установлен бюст Анатолию Петровичу Гужвину[8].
- на фасаде Астраханского государственного технического университета(АГТУ) в 2005 году была установлена мемориальная доска А.П. Гужвину выпускнику АСТРЫБВТУЗА 1970 года, автор: Марина Баркова [9].

## Семья
Жена: Надежда Николаевна Гужвина. Дети: Пётр Анатольевич Гужвин, Елена Анатольевна Гужвина. Внуки: Игорь, Ольга, Кирилл, Михаил и Мария.

## Награды и звания
Государственные:
- Орден «За заслуги перед Отечеством» IV степени (13 октября 1998) — за заслуги перед государством в большой вклад в социально-экономическое развитие области[10]
- Орден «За военные заслуги» (23 сентября 2002) — за большой вклад в обеспечение обороноспособности Российской Федерации[11]
- Орден Дружбы (1 сентября 1995) — за большой вклад в освоение Астраханского газоконденсатного месторождения и создание газохимического комплекса[12]
- Орден «Знак Почёта» (1980)
- Орден «За заслуги перед Астраханской областью»

Церковные:
- Орден Святого митрополита Московского Иннокентия III степени
- Орден Преподобного Сергия Радонежского I степени (2002)

Грамоты и звания:
- Почётная грамота Правительства РФ (25 марта 1996) — за заслуги в проведении социальной и экономической политики государства в Астраханской области и многолетний добросовестный труд[13]
- Лауреат Премии Мира и Духовного Согласия президента Республики Казахстан
- Почётный гражданин города Астрахань (2004, посмертно)
- Почётный гражданин города Ахтубинск (2004, посмертно)
- Лауреат Президентской премии мира и духовного согласия Республики Казахстан (1993).